# Mikaelsgatan, Helsingfors

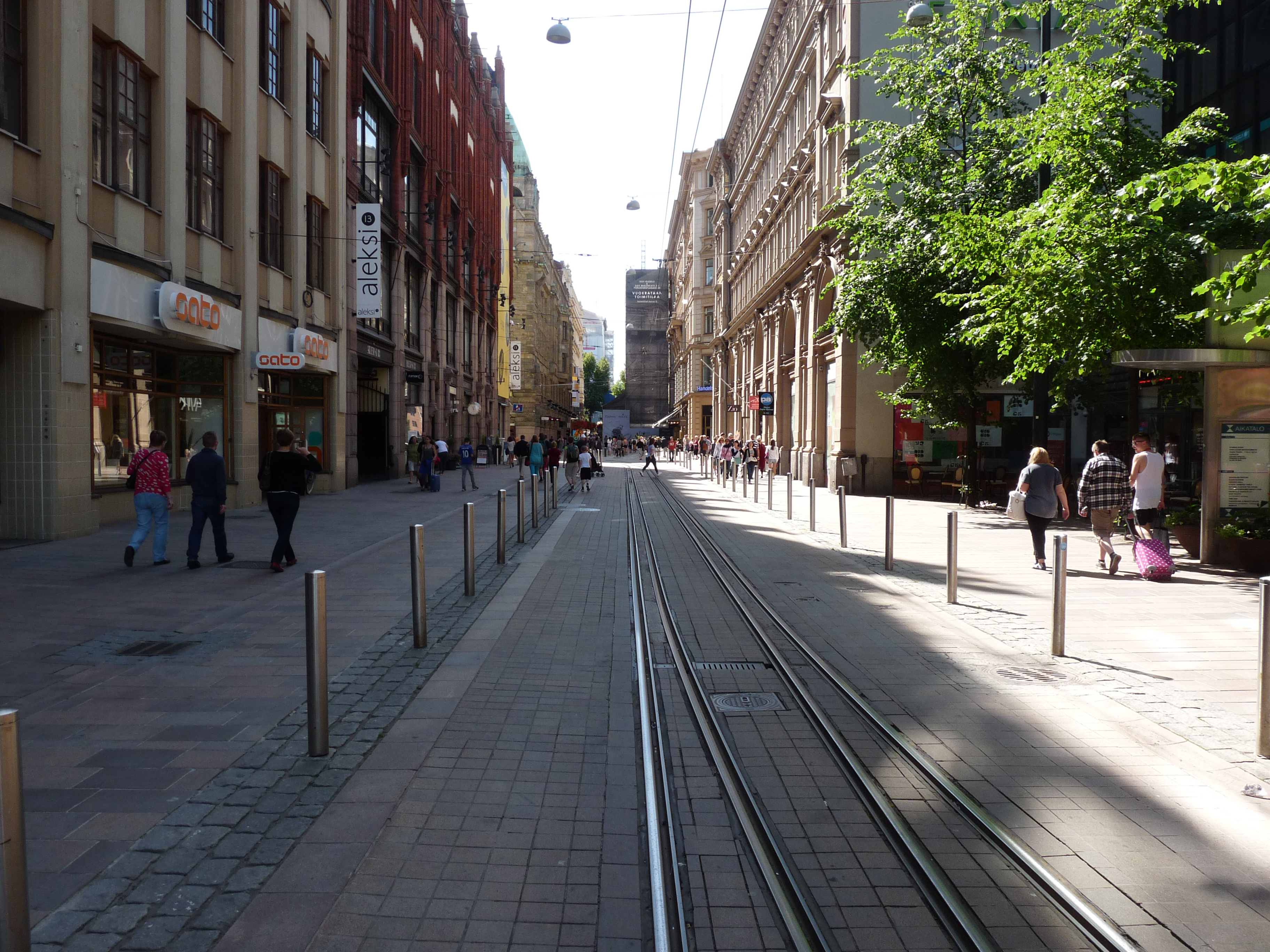
Mikaelsgatan i Helsingfors

Mikaelsgatan (finska: Mikonkatu) är en gata i centrala Helsingfors. Gatan sträcker sig från Esplanadparken i söder till Kajsaniemiparken i norr. Sedan 1992 har Mikaelsgatan varit till största delen en gågata. Gatans tvärgator är Alexandersgatan, Ateneumgränden/Universitetsgatan, Brunnsgatan/Kajsaniemigatan och Vilhelmsgatan. Järnvägstorget ligger väst om Mikaelsgatan.
Gatan uppkallades 1820 efter storfurste Michael (1798–1849), bror till kejsar Alexander I (1777–1825).

## Byggnader
- Försäkringsbolaget Pohjolas hus (Gesellius, Lindgren, Saarinen; 1901)
- Lundqvistska affärshuset (Selim A. Lindqvist, 1900)